# San Francisco 49ers 1965
La stagione 1965 dei San Francisco 49ers è stata la 15ª della franchigia nella National Football League.

## Partite

### Stagione regolare
| Turno | Data  | Avversario           | Risultato | Record | Pubblico |
| ----- | ----- | -------------------- | --------- | ------ | -------- |
| 1     | 19/9  | Chicago Bears        | V 52-24   | 1–0    | 31,211   |
| 2     | 26/9  | Philadelphia Eagles  | V 27-17   | 2–0    | 28,161   |
| 3     | 3/10  | at Baltimore Colts   | S 24-27   | 2–1    | 57,342   |
| 4     | 10/10 | at Green Bay Packers | P 10-27   | 2–2    | 50,858   |
| 5     | 17/10 | at Los Angeles Rams  | V 45-21   | 3–2    | 34,703   |
| 6     | 24/10 | Minnesota Vikings    | S 41-42   | 3–3    | 40,673   |
| 7     | 31/10 | Baltimore Colts      | S 28-34   | 3–4    | 43,575   |
| 8     | 7/11  | at Dallas Cowboys    | S 31-39   | 3–5    | 30,531   |
| 9     | 14/11 | at Detroit Lions     | V 27-21   | 4–5    | 52,570   |
| 10    | 21/11 | Los Angeles Rams     | V 30-27   | 5–5    | 39,253   |
| 11    | 28/11 | at Minnesota Vikings | V 45-24   | 6–5    | 36,748   |
| 12    | 5/12  | Detroit Lions        | V 17-14   | 7–5    | 38,483   |
| 13    | 12/12 | at Chicago Bears     | S 20-61   | 7–6    | 43,400   |
| 14    | 19/12 | Green Bay Packers    | P 24-24   | 7–6–1  | 45,710   |